# Habry
Habry (en allemand : Habern) est une ville du district de Havlíčkův Brod, dans la région de Vysočina, en République tchèque. Sa population s'élevait à 1 333 habitants en 2020.

## Géographie
Habry se trouve à 6,7 km au sud de Golčův Jeníkov, à 19 km au nord-ouest de Havlíčkův Brod, à 41 km au nord de Jihlava et à 84 km au sud-est de Prague.
La commune est limitée par Golčův Jeníkov à l'ouest et au nord, par Vilémov, Rybníček, Vepříkov et Kámen à l'est, par Tis, Bačkov et Malčín au sud, et par Kunemil, Sázavka et Chrtníč à l'ouest.

## Histoire
La première mention écrite de la localité date de 1101.

## Administration
La commune se compose de quatre quartiers :
- Habry
- Frýdnava
- Lubno
- Zboží

## Transports
Par la route, Habry se trouve à 7 km de Golčův Jeníkov, à 18,5 km de Havlíčkův Brod, à 45 km de Jihlava et à 99 km de Prague.